# Düsseldorfer Turn- und Sportverein Fortuna 1895 2013-2014
Questa voce raccoglie le informazioni riguardanti il Düsseldorfer Turn- und Sportverein Fortuna 1895 nelle competizioni ufficiali della stagione 2013-2014.

## Stagione
Nella stagione 2013-2014 il Fortuna Düsseldorf, allenato da Michael Büskens, Oliver Reck e Lorenz-Günther Köstner, concluse il campionato di 2. Bundesliga al 6º posto. In Coppa di Germania il Fortuna Düsseldorf fu eliminato al primo turno dal Wiedenbrück.

## Rosa
| N. |                           | Ruolo | Calciatore         |
| -- | ------------------------- | ----- | ------------------ |
| 1  | Germania (bandiera)       | P     | Michael Rensing    |
| 2  | Ecuador (bandiera)        | D     | Cristian Ramírez   |
| 3  | Nigeria (bandiera)        | D     | Leon Balogun       |
| 4  | Grecia (bandiera)         | D     | Stelios Malezas    |
| 5  | Austria (bandiera)        | C     | Michael Liendl     |
| 6  | Germania (bandiera)       | D     | Dustin Bomheuer    |
| 7  | Germania (bandiera)       | C     | Oliver Fink        |
| 8  | Kazakistan (bandiera)     | D     | Genrïx Şmïdtgal'   |
| 9  | Austria (bandiera)        | A     | Erwin Hoffer       |
| 10 | Georgia (bandiera)        | C     | Levan Kenia        |
| 11 | Germania (bandiera)       | C     | Axel Bellinghausen |
| 13 | Germania (bandiera)       | C     | Adam Bodzek        |
| 14 | Brasile (bandiera)        | D     | Bruno Soares       |
| 15 | Croazia (bandiera)        | C     | Ivan Paurević      |
| 17 | Germania (bandiera)       | C     | Andreas Lambertz   |
| 18 | Costa d'Avorio (bandiera) | C     | Mathis Bolly       |
| 19 | Germania (bandiera)       | D     | Tobias Levels      |

| N. |                         | Ruolo | Calciatore         |
| -- | ----------------------- | ----- | ------------------ |
| 21 | Austria (bandiera)      | C     | Christian Gartner  |
| 22 | Grecia (bandiera)       | A     | Giannīs Gianniōtas |
| 23 | Australia (bandiera)    | C     | Ben Halloran       |
| 24 | Canada (bandiera)       | C     | Samuel Piette      |
| 25 | Azerbaigian (bandiera)  | D     | Tuğrul Erat        |
| 26 | Germania (bandiera)     | C     | Eren Taşkin        |
| 28 | Rep. Ceca (bandiera)    | D     | Martin Latka       |
| 29 | Germania (bandiera)     | C     | Aliosman Aydın     |
| 30 | Burkina Faso (bandiera) | A     | Aristide Bancé     |
| 31 | Germania (bandiera)     | D     | Christian Weber    |
| 32 | Germania (bandiera)     | C     | Bastian Müller     |
| 33 | Germania (bandiera)     | P     | Fabian Giefer      |
| 34 | Turchia (bandiera)      | D     | Muhammet Karpuz    |
| 35 | Curaçao (bandiera)      | A     | Charlison Benschop |
| 36 | Germania (bandiera)     | C     | Timm Golley        |
| 37 | Togo (bandiera)         | A     | Ihlas Bebou        |
| 38 | Germania (bandiera)     | P     | Robin Heller       |

## Organigramma societario
Area tecnica
- Allenatore: Lorenz-Günther Köstner
- Allenatore in seconda: Uwe Klein
- Preparatore dei portieri: Oliver Reck
- Preparatori atletici:
- Analisi video: Philipp Grobelny

## Calciomercato

### Sessione estiva
| Acquisti | Acquisti           | Acquisti               | Acquisti |
| R.       | Nome               | da                     | Modalità |
| -------- | ------------------ | ---------------------- | -------- |
| A        | Aristide Bancé     | Augusta                |          |
| A        | Erwin Hoffer       | Napoli                 |          |
| A        | Charlison Benschop | Brest                  |          |
| A        | Ihlas Bebou        | Fortuna Düsseldorf U19 |          |
| D        | Dustin Bomheuer    | Duisburg               |          |
| A        | Timo Furuholm      | Hallescher             |          |
| C        | Christian Gartner  | Mattersburg            |          |
| A        | Giannīs Gianniōtas | Arīs Salonicco         |          |
| C        | Ben Halloran       | Brisbane Roar          |          |
| P        | Robin Heller       | Fortuna Düsseldorf U19 |          |
| D        | Muhammet Karpuz    | Fortuna Düsseldorf U19 |          |
| C        | Levan Kenia        | Karpaty                |          |
| P        | Michael Rensing    | Bayer Leverkusen       |          |
| D        | Genrïx Şmïdtgal'   | Greuther Fürth         |          |

| Cessioni | Cessioni               | Cessioni             | Cessioni |
| R.       | Nome                   | a                    | Modalità |
| -------- | ---------------------- | -------------------- | -------- |
| A        | Timo Furuholm          | Hallescher           |          |
| D        | Juanan                 | Újpest               |          |
| A        | Genki Ōmae             | Shimizu S-Pulse      |          |
| P        | Robert Almer           | Energie Cottbus      |          |
| C        | Ronny Garbuschewski    | Chemnitz             |          |
| C        | Robbie Kruse           | Bayer Leverkusen     |          |
| A        | Nando Rafael           | Henan                |          |
| C        | Evans Nyarko           | Borussia Dortmund II |          |
| P        | Nikos Papadopoulos     | Paniōnios            |          |
| A        | Dani Schahin           | Magonza              |          |
| C        | Jules Schwadorf        | Hoffenheim II        |          |
| C        | Robert Tesche          | Amburgo              |          |
| D        | Johannes van den Bergh | Hertha Berlino       |          |

### Sessione invernale
| Acquisti | Acquisti       | Acquisti    | Acquisti |
| R.       | Nome           | da          | Modalità |
| -------- | -------------- | ----------- | -------- |
| C        | Michael Liendl | Wolfsberger |          |

| Cessioni | Cessioni         | Cessioni    | Cessioni |
| R.       | Nome             | a           | Modalità |
| -------- | ---------------- | ----------- | -------- |
| A        | Gerrit Wegkamp   | Duisburg    |          |
| A        | Stefan Reisinger | Saarbrücken |          |

## Risultati

### 2. Bundesliga

#### Girone di andata
| Arbitro: | Welz |

|                      |           |  |
| Reisinger 65’ (rig.) | Marcatori |  |

| Arbitro: | Kircher |

|          |           |              |
| Ujah 67’ | Marcatori | 12’ Benschop |

| Arbitro: | Drees |

|                     |           |                      |
| Benschop 37’ (rig.) | Marcatori | 9’ Lauth 78’ Tomasov |

| Arbitro: | Dingert |

|                |           |                   |
| Nemec 43’, 55’ | Marcatori | 77’ Bellinghausen |

| Arbitro: | Weiner |

|              |           |  |
| Reisinger 8’ | Marcatori |  |

| Arbitro: | Siebert |

|                                            |           |                                |
| Hübener 29’ (rig.) Klos 47’ Hille 87’, 90’ | Marcatori | 21’ (aut.) Rahn 33’ Gianniōtas |

| Arbitro: | Kinhöfer |

|          |           |            |
| Fink 18’ | Marcatori | 82’ Müller |

| Arbitro: | Dankert |

|            |           |           |
| Kringe 82’ | Marcatori | 47’ Bancé |

| Düsseldorf 28 settembre 2013, ore 13:00 CEST 9ª giornata | Fortuna Düsseldorf | 0 – 0 referto | FSV Francoforte | Merkur Spiel-Arena (30 254 spett.)\| Arbitro: \| Leicher \| |
| Arbitro:                                                 | Leicher            |               |                 |                                                             |

| Arbitro: | Gagelmann |

|                   |           |            |
| Benschop 52’, 55’ | Marcatori | 15’ Trinks |

| Arbitro: | Ittrich |

|           |           |                   |
| Matip 90’ | Marcatori | 50’, 62’ Benschop |

| Arbitro: | Brand |

|           |           |                                                         |
| Latka 40’ | Marcatori | 28’, 45’, 63’, 70’ Sağlık 76’ Kachunga 86’ (aut.) Latka |

| Arbitro: | Willenborg |

|                |           |  |
| Lechleiter 23’ | Marcatori |  |

| Arbitro: | Osmers |

|           |           |  |
| Bancé 60’ | Marcatori |  |

| Arbitro: | Perl |

|                                      |           |  |
| Fink 18’ Janjić 37’ (rig.) Koçer 52’ | Marcatori |  |

| Arbitro: | Sippel |

|  |           |                      |
|  | Marcatori | 28’ Alibaz 71’ Peitz |

| Arbitro: | Schmidt |

|  |           |            |
|  | Marcatori | 31’ Hoffer |

#### Girone di ritorno
| Arbitro: | Hartmann |

|           |           |                                  |
| Affane 7’ | Marcatori | 11’ Hoffer 63’ Benschop 83’ Erat |

| Arbitro: | Gräfe |

|                         |           |                          |
| Hoffer 55’ Benschop 62’ | Marcatori | 29’, 75’ Ujah 38’ Helmes |

| Arbitro: | Kampka |

|           |           |              |
| Ōsako 63’ | Marcatori | 70’ Halloran |

| Arbitro: | Stieler |

|          |           |            |
| Erat 35’ | Marcatori | 58’ Brandy |

| Bochum 23 febbraio 2014, ore 13:30 CET 22ª giornata | Bochum  | 0 – 0 referto | Fortuna Düsseldorf | Rewirpowerstadion (23 145 spett.)\| Arbitro: \| Aytekin \| |
| Arbitro:                                            | Aytekin |               |                    |                                                            |

| Arbitro: | Cortus |

|                         |           |  |
| Benschop 41’ Hoffer 74’ | Marcatori |  |

| Arbitro: | Drees |

|           |           |           |
| Ouali 55’ | Marcatori | 90’ Latka |

| Arbitro: | Sippel |

|  |           |                   |
|  | Marcatori | 21’ Maier 90’ Thy |

| Francoforte sul Meno 22 marzo 2014, ore 13:00 CET 26ª giornata | FSV Francoforte | 0 – 0 referto | Fortuna Düsseldorf | Frankfurter Volksbank Stadion (7 712 spett.)\| Arbitro: \| Schriever \| |
| Arbitro:                                                       | Schriever       |               |                    |                                                                         |

| Arbitro: | Kempter |

|                                          |           |              |
| Azemi 39’, 55’ Brosinski 64’ Stieber 78’ | Marcatori | 66’ Benschop |

| Düsseldorf 28 marzo 2014, ore 18:30 CET 28ª giornata | Fortuna Düsseldorf | 0 – 0 referto | Ingolstadt 04 | Merkur Spiel-Arena (27 351 spett.)\| Arbitro: \| Willenborg \| |
| Arbitro:                                             | Willenborg         |               |               |                                                                |

| Arbitro: | Welz |

|          |           |                         |
| Meha 53’ | Marcatori | 42’ Halloran 76’ Hoffer |

| Arbitro: | Rohde |

|                                             |           |             |
| Halloran 44’ Benschop 65’ (rig.) Golley 74’ | Marcatori | 83’ Junglas |

| Arbitro: | Hartmann |

|  |           |                            |
|  | Marcatori | 3’ Halloran 9’, 50’ Liendl |

| Arbitro: | Grudzinski |

|                                        |           |  |
| Hoffer 35’, 45’ Bolly 71’ Halloran 89’ | Marcatori |  |

| Arbitro: | Kinhöfer |

|                          |           |                       |
| Hennings 22’, 68’ (rig.) | Marcatori | 18’ Hoffer 44’ Bodzek |

| Arbitro: | Welz |

|                                               |           |                          |
| Hoffer 2’ Halloran 9’ Liendl 69’ Benschop 87’ | Marcatori | 33’ Matmour 40’ Idrissou |

### Coppa di Germania
| Arbitro: | Blos |

|                        |           |  |
| Studtrucker 90’ (rig.) | Marcatori |  |

## Statistiche

### Statistiche di squadra
| Competizione      | Punti | In casa | In casa | In casa | In casa | In casa | In casa | In trasferta | In trasferta | In trasferta | In trasferta | In trasferta | In trasferta | Totale | Totale | Totale | Totale | Totale | Totale | DR |
| Competizione      | Punti | G       | V       | N       | P       | Gf      | Gs      | G            | V            | N            | P            | Gf           | Gs           | G      | V      | N      | P      | Gf     | Gs     | DR |
| ----------------- | ----- | ------- | ------- | ------- | ------- | ------- | ------- | ------------ | ------------ | ------------ | ------------ | ------------ | ------------ | ------ | ------ | ------ | ------ | ------ | ------ | -- |
| 2. Bundesliga     | 50    | 17      | 8       | 4       | 5       | 24      | 21      | 17           | 5            | 7            | 5            | 21           | 23           | 34     | 13     | 11     | 10     | 45     | 44     | +1 |
| Coppa di Germania | -     | 0       | 0       | 0       | 0       | 0       | 0       | 1            | 0            | 0            | 1            | 0            | 1            | 1      | 0      | 0      | 1      | 0      | 1      | -1 |
| Totale            | 50    | 17      | 8       | 4       | 5       | 24      | 21      | 18           | 5            | 7            | 6            | 21           | 24           | 35     | 13     | 11     | 11     | 45     | 45     | 0  |

### Andamento in campionato
| Giornata  | 1 | 2 | 3 | 4  | 5  | 6  | 7  | 8  | 9  | 10 | 11 | 12 | 13 | 14 | 15 | 16 | 17 | 18 | 19 | 20 | 21 | 22 | 23 | 24 | 25 | 26 | 27 | 28 | 29 | 30 | 31 | 32 | 33 | 34 |
| --------- | - | - | - | -- | -- | -- | -- | -- | -- | -- | -- | -- | -- | -- | -- | -- | -- | -- | -- | -- | -- | -- | -- | -- | -- | -- | -- | -- | -- | -- | -- | -- | -- | -- |
| Luogo     | C | T | C | T  | C  | T  | C  | T  | C  | C  | T  | C  | T  | C  | T  | C  | T  | T  | C  | T  | C  | T  | C  | T  | C  | T  | T  | C  | T  | C  | T  | C  | T  | C  |
| Risultato | V | N | P | P  | V  | P  | N  | N  | N  | V  | V  | P  | P  | V  | P  | P  | V  | V  | P  | N  | N  | N  | V  | N  | P  | N  | P  | N  | V  | V  | V  | V  | N  | V  |
| Posizione | 4 | 5 | 8 | 13 | 11 | 14 | 15 | 13 | 15 | 9  | 6  | 10 | 11 | 9  | 14 | 15 | 12 | 9  | 10 | 10 | 11 | 13 | 11 | 9  | 11 | 11 | 14 | 14 | 12 | 9  | 8  | 7  | 6  | 6  |

Legenda:

Luogo: C = Casa; T = Trasferta. Risultato: V = Vittoria; N = Pareggio; P = Sconfitta.

### Statistiche dei giocatori
| Giocatore        | 2. Bundesliga | 2. Bundesliga | 2. Bundesliga | 2. Bundesliga | Coppa di Germania | Coppa di Germania | Coppa di Germania | Coppa di Germania | Totale   | Totale | Totale      | Totale     |
| Giocatore        | Presenze      | Reti          | Ammonizioni   | Espulsioni    | Presenze          | Reti              | Ammonizioni       | Espulsioni        | Presenze | Reti   | Ammonizioni | Espulsioni |
| ---------------- | ------------- | ------------- | ------------- | ------------- | ----------------- | ----------------- | ----------------- | ----------------- | -------- | ------ | ----------- | ---------- |
| A. Aydın         | 0             | 0             | 0             | 0             | 0                 | 0                 | 0                 | 0                 | 0        | 0      | 0           | 0          |
| L. Balogun       | 11            | 0             | 3             | 0             | 1                 | 0                 | 1                 | 0                 | 12       | 0      | 4           | 0          |
| A. Bancé         | 16            | 2             | 0             | 0             | 0                 | 0                 | 0                 | 0                 | 16       | 2      | 0           | 0          |
| I. Bebou         | 1             | 0             | 0             | 0             | 0                 | 0                 | 0                 | 0                 | 1        | 0      | 0           | 0          |
| A. Bellinghausen | 10            | 1             | 3             | 0             | 1                 | 0                 | 0                 | 0                 | 11       | 1      | 3           | 0          |
| C. Benschop      | 28            | 12            | 4             | 0             | 1                 | 0                 | 0                 | 0                 | 29       | 12     | 4           | 0          |
| A. Bodzek        | 24            | 1             | 9             | 0             | 1                 | 0                 | 0                 | 0                 | 25       | 1      | 9           | 0          |
| M. Bolly         | 14            | 1             | 2             | 1             | 1                 | 0                 | 0                 | 0                 | 15       | 1      | 2           | 1          |
| D. Bomheuer      | 12            | 0             | 1             | 0             | 1                 | 0                 | 0                 | 0                 | 13       | 0      | 1           | 0          |
| T. Erat          | 12            | 2             | 1             | 0             | 0                 | 0                 | 0                 | 0                 | 12       | 2      | 1           | 0          |
| O. Fink          | 27            | 1             | 8             | 0             | 0                 | 0                 | 0                 | 0                 | 27       | 1      | 8           | 0          |
| C. Gartner       | 15            | 0             | 2             | 0             | 0                 | 0                 | 0                 | 0                 | 15       | 0      | 2           | 0          |
| G. Gianniōtas    | 8             | 1             | 1             | 0             | 0                 | 0                 | 0                 | 0                 | 8        | 1      | 1           | 0          |
| F. Giefer        | 30            | 0             | 3             | 1             | 1                 | 0                 | 0                 | 0                 | 31       | 0      | 3           | 1          |
| T. Golley        | 8             | 1             | 0             | 0             | 0                 | 0                 | 0                 | 0                 | 8        | 1      | 0           | 0          |
| B. Halloran      | 18            | 6             | 3             | 0             | 0                 | 0                 | 0                 | 0                 | 18       | 6      | 3           | 0          |
| R. Heller        | 0             | 0             | 0             | 0             | 0                 | 0                 | 0                 | 0                 | 0        | 0      | 0           | 0          |
| E. Hoffer        | 24            | 9             | 1             | 0             | 0                 | 0                 | 0                 | 0                 | 24       | 9      | 1           | 0          |
| M. Karpuz        | 0             | 0             | 0             | 0             | 0                 | 0                 | 0                 | 0                 | 0        | 0      | 0           | 0          |
| L. Kenia         | 11            | 0             | 0             | 0             | 1                 | 0                 | 0                 | 0                 | 12       | 0      | 0           | 0          |
| A. Lambertz      | 21            | 0             | 5             | 0             | 1                 | 0                 | 0                 | 0                 | 22       | 0      | 5           | 0          |
| M. Latka         | 17            | 2             | 6             | 0             | 0                 | 0                 | 0                 | 0                 | 17       | 2      | 6           | 0          |
| T. Levels        | 30            | 0             | 9             | 0             | 1                 | 0                 | 0                 | 1                 | 31       | 0      | 9           | 1          |
| M. Liendl        | 15            | 3             | 1             | 0             | 0                 | 0                 | 0                 | 0                 | 15       | 3      | 1           | 0          |
| S. Malezas       | 12            | 0             | 1             | 0             | 0                 | 0                 | 0                 | 0                 | 12       | 0      | 1           | 0          |
| B. Müller        | 0             | 0             | 0             | 0             | 0                 | 0                 | 0                 | 0                 | 0        | 0      | 0           | 0          |
| G. Omae          | 1             | 0             | 0             | 0             | 1                 | 0                 | 0                 | 0                 | 2        | 0      | 0           | 0          |
| I. Paurević      | 18            | 0             | 4             | 0             | 0                 | 0                 | 0                 | 0                 | 18       | 0      | 4           | 0          |
| S. Piette        | 2             | 0             | 0             | 0             | 0                 | 0                 | 0                 | 0                 | 2        | 0      | 0           | 0          |
| C. Ramírez       | 16            | 0             | 3             | 0             | 1                 | 0                 | 0                 | 0                 | 17       | 0      | 3           | 0          |
| S. Reisinger     | 15            | 2             | 1             | 0             | 1                 | 0                 | 0                 | 0                 | 16       | 2      | 1           | 0          |
| M. Rensing       | 5             | 0             | 0             | 0             | 0                 | 0                 | 0                 | 0                 | 5        | 0      | 0           | 0          |
| G. Şmïdtgal'     | 11            | 0             | 3             | 0             | 0                 | 0                 | 0                 | 0                 | 11       | 0      | 3           | 0          |
| B. Soares        | 20            | 0             | 4             | 0             | 0                 | 0                 | 0                 | 0                 | 20       | 0      | 4           | 0          |
| E. Taşkin        | 1             | 0             | 1             | 0             | 0                 | 0                 | 0                 | 0                 | 1        | 0      | 1           | 0          |
| C. Weber         | 18            | 0             | 4             | 0             | 0                 | 0                 | 0                 | 0                 | 18       | 0      | 4           | 0          |
| G. Wegkamp       | 3             | 0             | 0             | 0             | 1                 | 0                 | 0                 | 0                 | 4        | 0      | 0           | 0          |